# Gas respirable
En buceo, un gas respirable es la mezcla gaseosa homogénea formada por oxígeno y uno o dos gases inertes que se utiliza para posibilitar la respiración de los buzos. También se utilizan gases respirables en otros ámbitos como submarinos o naves espaciales tripuladas. En las escafandra, se utilizan gases respiratorios en aparatos autónomos de circuito semicerrado, circuito cerrado o un circuito mixto llamado recirculadores porque una parte o todo el gas es recirculado por un depurador que retiene el dióxido de carbono. Los gases inertes que se utilizan son el nitrógeno, el helio, el neón y el hidrógeno. La mezcla resultante de oxígeno con estos gases también se puede llamar "mezcla sintética". Las mezclas sintéticas se utilizan en el submarinismo para evitar accidentes de buceo como el dolor de profundidad, la hiperoxia o el síndrome nerviosa de alta presión.